# Лин Бари
Лин Бари (на английски: Lynn Bari), родена като Маргарет Шуйлър Фишър (Margaret Schuyler Fisher), е американска актриса.
Играе основно роли на злодеи и убийци. Снима се в над 100 филма на компанията 20th Century Fox от началото на 1930-те до края на 1940-те години. Спира да се снима през 1970-те години.
Тя е единствено дете. Има 3 брака и 2 деца - син и дъщеря. Бари е намерена мъртва в дома си след сърдечен удар на 20 ноември 1989 г. Тя е кремирана, а пепелта е разпръсната в морето. Има 2 звезди на Холивудската алея на славата.